# Jan Tinbergen
Jan Tinbergen, född 12 april 1903 i Haag, död 9 juni 1994 i Haag, var en nederländsk nationalekonom som 1969 tillsammans med Ragnar Frisch blev de första att erhålla Sveriges Riksbanks pris i ekonomisk vetenskap till Alfred Nobels minne. Tinbergen var i likhet med Frisch en pionjär i att omvandla nationalekonomi från att vara formulerad i ord till att använda matematiska formuleringar.

## Biografi
Tinbergen blev tidigt intresserad av matematik och naturvetenskap och började studera fysik vid universitetet i Leiden. Han kom därefter att intressera sig mer för nationalekonomi, där han trodde sig kunna göra större insatser.
Tinbergen arbetade som statistiker för konjunkturcykler vid nederländska centralbyrån för statistik åren 1929–1936 och 1938–1945 och var 1945–1955 direktör för centrala planeringsbyrån. 1936–1938 var han ekonomisk rådgivare till Nationernas förbund (NF) i Genève. Från 1933 till 1973 var han också professor i nationalekonomi vid Nederländska ekonomiska högskolan (NEH) i Rotterdam (som sedermera har blivit en del av Erasmusuniversitetet i Rotterdam). Han var därefter professor vid universitet i Leiden från 1973 till sin pensionering 1975.
Han var också en av dem som förespråkat medborgarlön.[källa behövs]
Jan Tinbergen var äldre bror till etologen Nikolaas Tinbergen som fick Nobelpriset i fysiologi eller medicin 1973.

## Insatser inom nationalekonomin
Tinbergen spelade som nationalekonom en framträdande roll i utvecklingen av ekonometriska (matematiska och statistiska) metoder. Under 1930-talet utvecklade han den första makroekonomiska modell som i detalj beskrev variabler från ekonomin i sin helhet och angav deras matematiska samband. Modellen formulerades i samband med att han arbetade vid NF och studerade den ekonomiska utvecklingen i USA från 1919 till 1932, det vill säga åren som ledde upp till och inledde Den stora depressionen. Denna typ av modell möjliggjorde att konkreta numeriska data kunde användas på ett sätt som tidigare inte varit möjligt inom makroekonomiska undersökningar. Modellen gav också riktlinjer för ekonomisk stabilisering. Tinbergen använde sina kunskaper inom statistik för att testa modellerna och välja de som bäst beskrev ekonomin.
Tinbergen utvecklade också en ekonometrisk modell som påverkade den politisk-ekonomiska planeringen i Nederländerna. Han var också en av de första att påpeka att en regering som har flera mål för sin ekonomiska politik, exempelvis både full sysselsättning och prisstabilitet, måste använda sig av flera olika ekonomisk-politiska åtgärder, exempelvis penningpolitik och finanspolitik, för att kunna uppnå målen.
För sina insatser inom nationalekonomin belönades han med Sveriges Riksbanks pris i ekonomisk vetenskap till Alfred Nobels minne 1969, första gången priset delades ut. Prismotiveringen löd "för utveckling och användning av dynamiska modeller för analys av ekonomiska förlopp".